# Shepherd Moons
Shepherd Moons („Пастирски луни“ от англ.) е третият студиен албум на ирландската певица, авторка на песни и музикантка Еня, издаден на 4 ноември 1991 г. от Уорнър МюзикUK. След неочаквания успех на предишния ѝ албум Watermark (1988) сред публика и критици тя предприема световно промоционално турне в негова подкрепа. В края му Еня написва и репетира нов материал за следващия си албум със своите дългогодишни записващи партньори: мениджърът, аранжор и продуцент Ники Райън и съпругата му – текстописката Рома Райън. Албумът е записан в Ирландия и Лондон и продължава да показва звученето на Еня с многопистови вокали, придружени от клавирни инструменти и елементи от келтска и ню-ейдж музика.
Shepherd Moons получава като цяло положителни отзиви от критиците и става по-голям търговски успех от Watermark. Той се класира на първо място в Класацията за албумите в Обединеното кралство и достига 17-о място в Билборд 200 в Съединените щати. Албумът е сертифициран като мултиплатинен от Британската асоциация на звукозаписната индустрия и от Асоциацията на звукозаписната индустрия на Америка за продажби съответно от 1,2 милиона и 5 милиона копия. Между 1991 и 1994 г. Еня издава четири сингъла от Shepherd Moons: Caribbean Blue („Карибско синьо“), How Can I Keep from Singing? („Как мога да не пея?“), Book of Days („Книга на дните“), която се класира на десето място в Обединеното кралство, и Marble Halls („Мраморни зали“). Както при Watermark Еня подкрепя албума със световно промоционално турне, което включва интервюта и телевизионни изяви. През 1993 г. албумът ѝ носи Награда „Грами“ за най-добър ню ейдж албум – първата от четирите награди „Грами“, които тя печели в кариерата си. Преиздаван е през 1992 и 2009 г., като последното е японско издание с бонус парчета.

## Предистория и писане
През септември 1988 г. Еня издава втория си студиен албум Watermark. Той става неочакван комерсиален успех, като се класира по цял свят, подпомогнат от международния хит в Топ 10 Orinoco Flow. Албумът носи на Еня световна слава и тя прекарва голяма част от следващата година, пътувайки по целия свят, за да го популяризира чрез интервюта, изяви и изпълнения. С толкова дълго време за промоция Еня смята, че приоритетът е да се върне в студиото и да запише нов албум, вместо да прекара допълнително време в планиране и завършване на концертно турне, отчасти поради различните трудности, свързани с пресъздаване на нейния студийно ориентиран звук в обстановката на живо. Еня работи със своите дългогодишни записващи партньори: мениджърът, продуцентът и аранжорът Ники Райън и съпругата му – текстописката Рома Райън. Успехът на Watermark усложнява процеса на писане в началото. Еня си спомня: „В началото си оказвах голям натиск... Когато композирах нови мелодии, непрекъснато си мислех „Това щеше ли да бъде като Watermark? Толкова ли е добре?„В крайна сметка трябваше да забравя за това и да започна с празно платно и просто наистина да се придържам към това, което чувствах за правилно в студиото“.
Когато процесът започва, тя успява да забрави за успеха на Watermark и да започне отново. Тя добавя: „Имах чувството, че Watermark е сън. Имаше чувството, че не се е случил. И в известен смисъл е хубаво, защото можеш да се концентрираш само върху музиката. Можеш да забравиш за класациите, колко си продал. Забравяш това". Както при всичките си албуми Еня смята силната мелодия за основна част на писането на песни. Едва когато събере една част, обикновено с вокални идеи или с акомпанимент на пиано, тя изгражда песен около нея. Както при Watermark и тук Еня пее на ирландски – нейният майчин език, английски и латински. Католическото ѝ възпитание и детските ѝ преживявания с химни и църковна музика, съчетани с по-късни проучвания в класическата музика, са силно влиение, спомогнало за формирането на нейните албуми. Тя черпи вдъхновение от няколко източника и истории, включително от нейните лични дневници и баба ѝ и дядо ѝ. Две песни на Shepherd Moons са традиционни песни, които Еня преаранжира с Ники. Първоначално тя се притеснява, че като записва неоригинални песни, няма да може да ги изпълни със същото количество емоция, както е при собствените ѝ композиции, въпреки че силните ѝ чувства към тях, съчетани с възрастта им, улесняват записа им.

## Запис
Shepherd Moons е записан с ново оборудване, закупено с печалбите от Watermark. Голяма част от албума е записана в Aigle Studio – звукозаписното студио в дома на сем. Райън, тогава намиращо се в Артейн – северното предградие на Дъблин. Въпреки това, както при предишните ѝ два албума, записът и продукцията трябва да се преместят на друго място, тъй като Aigle няма правилното оборудване, за да завърши окончателния миксиране и мастеризиране. Албумът е завършен в SARM West Studios в Лондон, където парчетата How Can I Keep from Singing?, Book of Days и Lothlórien са записани с допълнително инженерство и миксиране, извършени от Грег Джакман. Както при Watermark няколко музиканти са привлечени да свирят на допълнителни инструменти. Анди Дънкан свири на перкусии в Book of Days, Рой Джуит свири на кларинет в Evacuee и Angeles, Лиъм О'Флиън свири на ирландска гайда в Smaointe..., Стив Сидуел свири на корнет в Evacuee, а Ники – на перкусии в Ebudæ.
Еня забелязва промяна в собственото си отношение, когато става дума за записа на Shepherd Moons: „Разликата... е, че аз се омекотих“. Това се дължи на по-голямото време в сравнение с Watermark, което тя отделя далеч от студиото, особено в „доста трудни“ моменти, докато записва албума. Процесът, според нея, подобрява усещането ѝ за творчество в дългосрочен план. В някои части от албума тя записва 500 слоести гласа без семплиране или репликация. Когато мелодията към песента е завършена, Рома Райън пише текст към нея. Няколко месеца след завършване на записа и миксирането му Еня все още е изслушала албума. „Ще намеря всяко извинение да не го направя. И честно казано, никога не съм се чувствал толкова нещастна, както при завършането на този албум. Това е страх – страх, че всичките ти чувства и всичките ти емоции са влезли в това нещо и когато го чуеш, то няма да оправдае очакванията ти за него“.
Сценаристката Моли Бърк написва за обложката на албума: „Shepherd Moons представя Еня в нещо, което може да се опише само като оперна рокля, тя може да е на 20 или 40 г., но нейната деликатна красота е непокътната. Тук има усещане за безвремие, окъпано в тъмното, но крехко синьо на скръбта“.

## Песни

### Страна A
Както при Watermark, заглавието на албума се отваря с инструментална заглавна песен Shepherd Moons („Пастирски луни“) с вокали без думи. Заглавието му, измислено от Рома, се отнася до две вътрешни сателитни луни около Сатурн, открити през 1980 г.: Пандора и Прометей, които „защитават и запазват пръстените много подобно на овчар, направляващ стадото си“. Еня също харесва заглавието, тъй като асоциацията с луната „е доста романтична“.
Caribbean Blue („Карибско синьо“) е валс, който изобразява пътуване в един фантастичен свят. Заглавието е на Рома Райън, тъй като мелодията, която Еня измисля, ѝ напомня за Карибите. Пишейки за песента през 2002 г., Рома казва: „Както с всички мечти, ние посягаме към идеала и „Карибско синьо“ представлява такава мечта. Текстът може да бъде обобщен в три думи: Повярвай в себе си“.
Еня вярва, че How Can I Keep from Singing? („Как мога да не пея?“) е традиционен християнски химн на сектата Шейкъри. Тя избира да запише свое собствено изпълнение, тъй като харесва мелодията и „много силния“ текст. Тя добавя: „Те говореха за проблемите в света, борбите, смутовете, но в края на всеки куплет просто се казваше: „Как да не пея?“... Вярвам в това в музиката... на някакъв етап трябва да се опиташ да забравиш проблемите, които са около теб“. Еня и нейната звукозаписна компания са съдени за нарушаване на авторските права от Санга Мюзик Inc. за записа на песента, тъй като тя погрешно е кредитирала тази песен като „традиционен химн на Шейкърите“, като по този начин я приема за обществено достояние. Пит Сийгър помага на това песента да стане доста известна през 1950-те години, като я публикува с допълнителния трети куплет на Дорис Плен в своето списание за фолк музика Sing Out! (Vol. 7, No януари 1957), записвайки го; той погрешно го кредитира като „традиционен квакерски химн", без да защитава авторските права върху стиха на Плен, като по този начин предоставя цялата песен за „обществено достояние". Тя отново е публикувана от Sanga Music, Inc. през 1964 г. Сийгър предоставя новия куплет за обществено достояние и Плен иска да бъде запазена само песента, вместо да се стремят да извлекат печалба от нея, така че съдът решава, че Еня може да използва куплета, без да плаща авторски възнаграждения.
Ebudæ е древно име на Хебридските острови в Западна Шотландия. Думата е спомената по-рано в Orinoco Flow, по-специално в текста: „От север на юг, Ебуде в Хартум“. Песента е съставена от безмълвни звуци с уста, които наподобяват ирландски и шотландски галски. Историята ѝ е вдъхновена от традицията на шотландски waulking песни, пеени от жени, докато тепат плат.
No Holly for Miss Quinn („Без джел за г-ца Куин“) е инструментално пиано парче, кръстено на романа на Мис Рийд. То следва партньорското си парче „Мис Клеър си спомня“ от албума Watermark, също кръстено на една от нейните истории.

### Страна B
Еня черпи вдъхновение за Book of Days („Книга на дните“) от личния си дневник, нещо, което Рома предлага, тъй като знае, че Еня обича да си води такъв. Песента е адаптирана от оригиналната си форма като инструментална песен за саундтрака към романтичния филм от 1992 г. Далече, далече, като Рома пише набор от текстове, базирани на темите на филма. Песента включва ирландски текстове, които описват вълнението от писането в дневника сутрин, „защото всъщност не знаеш какво ще се случи... тя наистина говореше за очакванията на този ден“.
Evacuee („Евакуиран“) е написан, след като тя и Рома са гледали документален филм на Би Би Си за момиченце, евакуирано от Лондон по време на Втората световна война и последвалото събиране с родителите ѝ. Едно момиче, което плаче, докато разказва историята си за раздялата си и завръщането в дома си, ги развълнува много. След като Еня написва мелодия за песента, двете си представят сценария, в който момичето се сбогува на гарата, „чакайки, докато всичко свърши“.
Lothlórien е инструментално парче като препратка към елфийското кралство Лориен, споменато в романите и адаптациите на „Властелинът на пръстените“.
Втората традиционна песен от албума Marble Halls („Мраморни зали“) е ария от операта The Bohemian Girl от 1843 г. на ирландския композитор Майкъл Уилям Балф. Еня изпитва чувство на предизвикателство, когато записва прсента, тъй като преди това се е пеела само в оперна обстановка. За Ники е необходимо да включи реверберация в песента, тъй като заглавието ѝ подсказва, че слушателят трябва да се чувства така, сякаш се намира в самата зала.
Afer Ventus е латински за „африкански вятър“. Рома е вдъхновеа за заглавието на песента, слушайки нейните звук и структура с мелодичните линии, които непрекъснато се „премятат една в друга“, което създава ефекта на вятър.
Smaointe..., приблизително преведено от ирландски като „Мисли...“, първоначално е издадена като B страна на 7-инчовия сингъл Orinoco Flow като Smaoitím (D' Aodh Agus Do Mháire Uí Dhúgain), издаден през 1988 г. Песента се отнася до историята на голямата приливна вълна, унищожила църквата и всички вътре на плажа Magheragallon в Гуидор, където са погребани бабата и дядото на Еня. Темата за загубата – нещо, което Еня представя във Watermark и Shepherd Moons, произтича от напускането ѝ от дома на 11-годишна възраст, за да посещава строг интернат, което тя описа като „опустошително“.

## Издаване
Shepherd Moons е издаден на 4 ноември 1991 г. в Обединеното кралство; издаването му в Съединените щати последвано на 19 ноември 1991 г. от Рипрайз Рекърдс. Промоционален бокс-сет, съдържащ CD и касета с албума плюс брошура от 14 страници с автограф от Рома с нейните думи върху всяка песен и текст, е издаден в ограничен тираж от 1000 копия.
Албумът постига по-голям успех в класациите от Watermark, достигайки номер едно в Класациите на албумите на Обединеното кралство за една седмица за седмицата, завършваща на 16 ноември 1991 г. Той прекарва общо 110 седмици в класацията. В Съединените щати той влиза в Билборд 200 под номер 47 в седмицата от 7 декември 1991 г. След това достига своя пик на номер 17 в седмицата, завършваща на 28 март 1992 г. Той присъства в класацията общо 238 седмици. В Класацията на Билборд Ню ейдж албуми албумът е номер 1 в продължение на 29 седмици по време на 266-седмичния си престой.
През първата седмица на издаване албумът се продава в над 250 хил. копия в Съединените щати и става най-продаваният албум на Уорнър Брос. Рекърдс в началото на 1992 г. Този търговски успех се разпространява в каталога на Еня: три месеца след Shepherd Moons в САЩ са продадени допълнителни 250 хил. копия от Watermark. До юли 1994 г. по целия свят са продадени 7 млн. копия на Shepherd Moons. Албумът продава близо 1 млн. копия в Съединените щати всяка година от 1992 до 1996 г.; през март 1996 г. е сертифициран петкратно платинен от Асоциацията на звукозаписната индустрия на Америка (RIAA) за продажбата на 5 млн. копия. През януари 1997 г. албумът е четирикратно платинен от Британската фонографска индустрия (BPI) за продажба от 1,2 милиона копия. Албумът е продаден в около 13 млн. копия по целия свят.
Между 1991 и 1994 г. Еня издава четири сингъла от Shepherd Moons. Caribbean Blue е водещият сингъл, издаден през ноември 1991 г. Той достига своя връх в Класацията за сингли в Обединеното кралство на 13-о място и получава известно излъчване в ефир на алтернативните рок радиостанции в Съединените щати. How Can I Keep from Singing? също е издаден през 1991 г. и включва две неиздавани преди това B страни: Oíche Chiúin (Silent Night), версията на ирландския език на коледната песен „Тиха нощ, свята нощ“, записана през 1988 г., и  'S Fágaim Mo Bhaile – оригинална композиция, записана през 1991 г. През юли 1992 г. Book of Days излиза като трети сингъл и достига десето място в Обединеното кралство. Следва Marble Halls през 1994 г. след включването му във филма от 1993 г. Невинни години.
На 4 ноември 2021 г., на 30-ата годишнина от издаването на Shepherd Moons, в Ютюб канала на Еня е пуснато видео за „гледане на парти“. То включва албума, изсвирен в неговата цялост, със стихове на Рома Райън и коментари към всяка песен.

## Прием
Shepherd Moons получава като цяло положителни отзиви от музикалните критици. В рецензията си за Вашингтон Поуст рецензентът Майк Джойс хвали вокалите на Еня като „впечатляващи“ и „кристални“, които внасят „безпогрешна острота в голяма част от албума“. Въпреки това парчетата, които се фокусират върху свиренето ѝ на пиано, като No Holly for Miss Quinn и Shepherd Moons, карат албума да „се поддаде на обичайната ню ейдж тъпота“. Барбара Йегер дава положителна рецензия за в. Рекърд от Ню Джърси. Тригодишната разлика между Watermark и Shepherd Moons, пише тя, „си е заслужавала“, тъй като албумът, подобно на предшественика си, съдържа „богати звукови гоблени, които обгръщат слушателя", което носи „буйна, полу-ню ейдж инструментална атмосфера", която е „само част от пакета с покани“. Тя избира Angeles и Caribbean Blue като основни песни заедно с пеенето ѝ на ирландски. В ретроспективна рецензия за Олмюзик Нед Рагет оцени албума с 4,5 звезди от 5.
През 1993 г. Еня е удостоена с награда Грами за най-добър ню ейдж албум за Shepherd Moons. Тя също така печели платинена европейска награда на IFPI, Музикална награда „Билборд“ и Награда на Националната асоциация на звукозаписните търговци за най-продаван албум. Саксофонистът Колин Стетсън кредитира Shepherd Moons като влияние върху албума му All This I Do for Glory (2017). Той казва, че албумът на Еня „ме накара да се замисля за това как въздухът е манипулиран в моята собствена музика“.

## Списък с песни
Цялата музика е композирана от Еня с изключение на „Как мога да не пея?“ и „Мраморни зали“, аранжирани от Еня и Ники Райън. Всички текстове са на Рома Райън.
| Shepherd Moons | Shepherd Moons               | Shepherd Moons | Shepherd Moons | Shepherd Moons | Shepherd Moons | Shepherd Moons | Shepherd Moons | Shepherd Moons | Shepherd Moons |
| №              | Име                          | Време          |                |                |                |                |                |                |                |
| -------------- | ---------------------------- | -------------- | -------------- | -------------- | -------------- | -------------- | -------------- | -------------- | -------------- |
| 1.             | Shepherd Moons               | 3:42           |                |                |                |                |                |                |                |
| 2.             | Caribbean Blue               | 3:58           |                |                |                |                |                |                |                |
| 3.             | How Can I Keep from Singing? | 4:23           |                |                |                |                |                |                |                |
| 4.             | Ebudæ                        | 1:54           |                |                |                |                |                |                |                |
| 5.             | Angeles                      | 3:57           |                |                |                |                |                |                |                |
| 6.             | No Holly for Miss Quinn      | 2:40           |                |                |                |                |                |                |                |
| 7.             | Book of Days                 | 2:32           |                |                |                |                |                |                |                |
| 8.             | Evacuee                      | 3:50           |                |                |                |                |                |                |                |
| 9.             | Lothlórien                   | 2:08           |                |                |                |                |                |                |                |
| 10.            | Marble Halls                 | 3:53           |                |                |                |                |                |                |                |
| 11.            | Afer Ventus                  | 4:05           |                |                |                |                |                |                |                |
| 12.            | Smaointe...                  | 6:07           |                |                |                |                |                |                |                |
| 62:31          |                              |                |                |                |                |                |                |                |                |

| 13. | Book of Days (Gaelic version) | 2:36 |
| 14. | As Baile                      | 4:06 |
| 15. | Oriel Window                  | 2:22 |

## Екип
Акредититациите са адаптирани от бележките на CD-то от 1991 г.
- Еня – вокал, клавирни инструменти, перкусии, аранжимент
- Анди Дънкан – перкусии в Book of Days
- Рой Джуит – кларинет в Angeles
- Лиъм О'Флион – ирландска гайда в Smaointe...
- Ники Райън – перкусии в Ebudæ
- Стив Сидуел – корнет в Evacuee

Производство
- Ники Райън – продуцент, аранжор, звукозаписен инженер (всички други песни), запис и микс на „Ebudæ“
- Грег Джакман – микс инженер, звукозаписен инженер на How Can I Keep from Singing?, Book of Days и Lothlorien
- Робин Барклай – помощник инженер
- Дейвид Шайнман – фотография
- Новият Ренесанс – гардероб
- EMI Songs Ltd. – издател
- Роб Дикинс – изпълнителен продуцент

## Класации
| Класация                                     | Позиция |
| -------------------------------------------- | ------- |
| Австралийска класация на албумите ARIA       | 8       |
| Австрийска класация на албумите              | 31      |
| Канадска класация на албумите RPM            | 7       |
| Нидерландска класация на албумите            | 7       |
| Германска класация на албумите Media Control | 21      |
| Унгарска класация на албумите                | 35      |
| Японска класация на албумите Oricon          | 23      |
| Новозеландска класация на албумите           | 3       |
| Норвежка класация на албумите                | 2       |
| Испанска класация на албумите                | 3       |
| Шведска класация на албумите                 | 5       |
| Швейцарска класация на албумите              | 13      |
| Класация на албумите на Обединеното кралство | 1       |
| Билборд 200 САЩ                              | 17      |

| Класации (1991)                              | Позиция |
| -------------------------------------------- | ------- |
| Нидерландска класация на албумите            | 98      |
| Класация на албумите на Обединеното кралство | 20      |
| Класации (1992)                              | Позиция |
| Австралийска класация на албумите            | 44      |
| Канадска класация на албумите                | 29      |
| Нидерландска класация на албумите            | 42      |
| Германска класация на албумите Chart         | 89      |
| Новозеландска класация на албумите           | 18      |
| Класация на албумите на Обединеното кралство | 41      |
| Билборд 200 САЩ                              | 28      |
| Класации (1993)                              | Позиция |
| US Billboard 200                             | 75      |
| Класации (1995)                              | Позиция |
| US Billboard 200                             | 189     |

## Сертификати
| Регион | Сертификат  | Продадени бройки |
| --- | ----------- | ---------------- |
| Аржентина (CAPIF) | 2× Платинен | 120 хил.^        |
| Австралия (ARIA) | 3× Платинен | 210 хил.^        |
| Белгия (BEA) | 2× Платинен | 100 хил.*        |
| Бразилия (Pro-Música Brasil)                                                                                           | Платинен    | 250 хил.*        |
| Канада (Music Canada)                                                                                                  | 3× Платинен | 334 хил.         |
| Франция (SNEP) | Златен      | 100 хил.*        |
| Германия (BVMI) | Златен      | 260 хил.         |
| Ирландия (IRMA) | Платинен    | 15 хил.^         |
| Япония (RIAJ) | Златен      | 100 хил.         |
| Южна Корея | —           | 270 хил.         |
| Нидерландия (NVPI) | 2× Платинен | 200 хил.^        |
| Нова Зеландия (RMNZ)                                                                                                   | Платинен    | 15 хил.^         |
| Испания (PROMUSICAE)                                                                                                   | 5× Платинен | 500 хил.^        |
| Швейцария (IFPI Switzerland)                                                                                           | Златен      | 25 хил.^         |
| Тайван | —           | 156 хил.         |
| Обединено кралство (BPI)                                                                                               | 4× Платинен | 1 млн. 200 хил.^ |
| САЩ (RIAA) | 5× Платинен | 5 млн.^          |
| Обобщение |             |                  |
| По света | —           | 13 млн.          |
| * Данни за продажбите се основават а самото сертифициране. ^ Данните за пратките се основават на самото сертифициране. |             |                  |

## История на изданията
| Страна           | Дата               | Формат    | Етикет               |
| ---------------- | ------------------ | --------- | -------------------- |
| Европа           | 4 ноември 1991 г.  | CD касета | Уорнър Мюзик         |
| Съединени щати   | 19 ноември 1991 г. | CD касета | Рипрайз Рекърдс      |
| Япония           | март 2009 г.       | CD        | Уорнър Мюзик Япония  |
| В световен мащаб | 2 декември 2016 г. | LP        | Уорнър Мюзик Рипрайз |